# مؤشر ستوري
مؤشر ستوري يعد وسيلة لتصنيف التربة استنادًا إلى خصائص التربة التي تحكم احتمال استخدام الأراضي والقدرة الإنتاجية. وهو مستقل عن غيره من العوامل المادية أو الاقتصادية الأخرى التي قد تحدد الرغبة في زراعة بعض النباتات في موقع معين.
- يمكن تحقيق هذا التقييم بسهولة، وهذه ميزة لهذه الطريقة.
- يتم تجميع مجموعة متنوعة من الفئات في فئات قليلة.

هناك أربعة أو خمسة معايير للتقييم:
- أ: عمق التربة ووقوامها؛
- ب: نفاذية التربة؛
- ج: الخصائص الكيميائية للتربة؛
- د: الصرف، الجريان السطحي؛
- هـ: المناخ (فقط في حالة عدم التجانس، فإذا كان الأمر كذلك، فلا ينبغي أن يُدرج في المعادلة)؛

ويُحسب المؤشر من ضرب هذه المعايير، وبهذا يكون:
Sindex = A x B x C x D x E
يكمن عيب هذه الطريقة في أنه إذا تساوت قيمة أي فئة بالصفر، فستكون النتيجة صفرًا ولن تكون مناسبة للاستخدام.